# AfP – Zeitschrift für Medien- und Kommunikationsrecht
Die AfP – Zeitschrift für Medien- und Kommunikationsrecht (AfP) ist eine zweimonatlich erscheinende juristische Fachzeitschrift aus dem Verlag Dr. Otto Schmidt. Bis 2013 wurde sie von der Verlagsgruppe Handelsblatt herausgegeben. Sie ist aus dem „Archiv für Presserecht“ hervorgegangen, wurde erstmals im Jahr 1969 herausgegeben und gehört heute zu den führenden Zeitschriften im Spezialgebiet Medien- und Telekommunikationsrecht. Die Zeitschrift wird als „AfP“ zitiert.
In der AfP werden im Entscheidungsteil aktuelle juristische Entwicklungen der Mediengattungen Presse, Buch, Hörfunk, Fernsehen und Multimedia in Aufsätzen und Kurzbeiträgen dargestellt und kommentiert. Medienpolitische Ereignisse und wichtige europäische Entwicklungen behandeln Rubriken wie „Blick nach Brüssel“ oder „Medienkartellrecht“. Der Inhalt der Fachzeitschrift umfasst zudem regelmäßig eine ausführliche Buchbesprechung und einen Überblick über relevante Neuerscheinungen.
Die AfP richtet sich nach Eigenangaben des Verlags an Verleger, Journalisten, Fachredakteure, Verlagsführungskräfte, Intendanten, Programmverantwortliche, Justitiare in Verlagen und Medienunternehmen, Richter, Rechtsanwälte sowie Dozenten an Hoch- und Fachschulen.